# Josef Gallmeier
Josef Gallmeier (* 6. Dezember 1906 in München; † 13. April 1980 in Landshut) war ein deutscher Politiker der BVP und später der CSU.

## Leben
Gallmeier erlernte den Beruf des Kaufmannes, besuchte eine höhere Handelsschule und arbeitete bis 1940 in der Nahrungsmittelindustrie. Er diente im Zweiten Weltkrieg. Von 1945 bis 1948 leitete er das Ernährungs- und Wirtschaftsamts Landshut.
Gallmeier gehörte seit 1926 der BVP an. 1945 beteiligte er sich an der Gründung des Kreisverbandes der CSU in Landshut, von 1947 bis 1963 hatte er dort den Vorsitz inne. Von 1946 bis 1948 bekleidete er das Amt des Oberbürgermeisters von Landshut. 1948 wurde er in den Landshuter Stadtrat gewählt und blieb dessen Mitglied bis 1978. Er war dort bis 1957 stellvertretender Fraktionsvorsitzender der CSU, danach bis 1970 Vorsitzender, sowie 1970 bis 1972 auch 3. Bürgermeister. Von 1953 bis 1961 gehörte er dem CSU-Landesvorstand an. Am 27. Januar 1965 rückte er für den verstorbenen Ludwig Ramelsberger in den Bayerischen Landtag nach, dem er bis zum Ende der Wahlperiode am 20. November 1966 angehörte.

## Ehrungen
- Bayerischer Verdienstorden
- Bundesverdienstkreuz 1. Klasse
- Goldener Ehrenring der Stadt Landshut
- Straßenbenennung in Landshut